# Le Petit Provençal
Le Petit Provençal (рус. Маленький провансалец) — региональная ежедневная газета в Марселе и на юго-востоке Франции, выходившая с 1880 по 1944 год.

## История
У истоков создания первой версии «Le Petit Provençal», изначально под названием «La Jeune République» (фр.), стояли Жоффруа Фельтен (фр.), эльзасский предприниматель-лютеранин, живший в Марселе, и Жан-Батист Амабль Шано (фр.), юрист и мэр Марселя.
Венсан Дельпюш (фр.), журналист и политик, после того как с 1921 по 1933 год был директором-администратором газеты «Le Radical» (в Марселе), затем содиректором газеты «Le Bavard» в 1931 году, в 1933 году стал председателем совета директоров «Le Petit Provençal». Он вдохнул в газету новую жизнь, увеличив количество специальных страниц о спорте, культуре и сельском хозяйстве, что сделало её одним из самых важных СМИ на юго-востоке Франции.
19 июня 1940 года газета опубликовала на первой полосе обращение генерала де Голля. Однако с 1941 года газета всё активнее поддерживала политику режима Виши.
В августе 1944 года, во время боёв за освобождение города, Ксавье Кулиоли (1896—1978) (будущий глава полиции Буш-дю-Рона и будущий директор Прованса, активист Сопротивления и социалистический деятель), Ник Вентури (фр., 1923—2008), печально известный мафиози из Марселя, и Андре Амбрози (1914—1964), солдат, недавно сбежавший из лагеря Санс (Йонна), и активный члена Сил освобождения Франции (фр.), освободили и заняли штаб-квартиру «Le Petit Provençal» в сопровождении нескольких вооруженных людей. Фактически, группа провела операцию в пользу Гастона Деффера, лидера сети сопротивления «Брута» и будущего мэра Марселя. Именно тогда газета была переименована в «Le Provençal».
Адрес газеты в Марселе был улица де ла Дарс, 75, а парижский офис — на улице де ла Бурс, 3.

## Сотрудники газеты
- Жан Буэн — французский легкоатлет, призёр Олимпийских игр 1912 года[4].
- Жюль Мураччиоле (фр.) — боец французского сопротивления, «соратник Освобождения».